# Felix Becker (szermierz)
Felix Becker (ur. 9 sierpnia 1964 w Darmstadt) – niemiecki szablista reprezentujący też RFN, wielokrotny medalista mistrzostw świata.
Podczas mistrzostw świata w Denver w 1989 roku wywalczył brązowy medal w turnieju indywidualnym. Wyprzedzili go jedynie Grigorij Kirijenko z ZSRR i Polak Jarosław Koniusz. Na tej samej imprezie reprezentanci RFN w składzie: Frank Bleckmann, Felix Becker, Jürgen Nolte, Ulrich Eifler i Jörg Kempenich zdobyli srebrny medal w szabli drużynowej. W rywalizacji drużynowej zdobył następnie brązowe medale na mistrzostwach świata w Lyonie (1990), mistrzostwach świata w Budapeszcie (1991) i mistrzostwach świata w Essen (1993). Ponadto na mistrzostwach świata w Atenach (1994) zwyciężył w turnieju indywidualnym, a na mistrzostwach świata w Hadze (1995) był indywidualnie trzeci.
Na igrzyskach olimpijskich w Seulu w 1988 roku był siódmy indywidualnie oraz szósty drużynowo. Na rozgrywanych cztery lata później igrzyskach olimpijskich w Barcelonie w rywalizacji indywidualnej był czternasty, a w drużynowej piąty. Brał również udział w igrzyskach olimpijskich w Atlancie w 1996 roku, zajmując piąte miejsce indywidualnie i ósme drużynowo.
Na mistrzostwach Europy w Linzu w 1993, zdobył złoty medal w szabli indywidualnej.
Po zakończeniu kariery został trenerem.